# Taghit
Taghit (em árabe: ﺗﺎﻏﻴﺖ) é uma comuna e cidade localizada na Argélia na região de Bechar.

## Ligações Externas
- http://www.maplandia.com/algeria/bechar/taghit/